# Beatrice Macola
Beatrice Macola (Verona, 2 dicembre 1965 – Roma, 13 dicembre 2001) è stata un'attrice italiana.

## Biografia
Nata in una famiglia nobile veronese, dopo gli studi di ragioneria decise di intraprendere la carriera artistica contro la volontà paterna e debuttò sul grande schermo nel 1987, dapprima nel film di Antonio Bido Mak π 100. Ottenne successivamente una piccola parte in Francia sotto la direzione del regista Claude Chabrol nel fantascientifico Doctor M., dove interpreta la parte di una pittrice suicida. Ha lavorato anche nella produzione televisiva Rai La piovra 6 - L'ultimo segreto, interpretando l'agente di polizia Fede, incaricata di sorvegliare il mafioso Tano Cariddi per conto del commissario Licata (Vittorio Mezzogiorno).
Il suo ruolo più conosciuto è quello di Ingrid, l'amante tedesca di Oskar Schindler, interpretato da Liam Neeson, nel pluripremiato Schindler's List - La lista di Schindler di Steven Spielberg, parte ottenuta grazie al suo viso intenso e particolare, dall'aspetto più mitteleuropeo che italiano, e alla sua capacità di recitare in diverse lingue. L'anno seguente il regista Mario Monicelli le fa interpretare nel suo Cari fottutissimi amici il ruolo di Testa di rapa, una giovane fascista rasata dai partigiani.
Nel 1986 si era cimentata anche come presentatrice, affiancando Nik Novecento e Alfiero Toppetti nella co-conduzione dell'ibrido televisivo-teatrale Hamburger Serenade, ideato da Pupi Avati, in cui lei e i due colleghi, grazie alle loro capacità attoriali, si fingevano abilmente presentatori dilettanti.
Morì a Roma il 13 dicembre 2001 a soli 36 anni e dopo 10 giorni di coma a seguito di un ictus cerebrale.

## Filmografia

### Cinema
- Mak π 100, regia di Antonio Bido (1988)
- Sindrome veneziana, regia di Carlo U. Quinterio (1989)
- Doctor M., regia di Claude Chabrol (1990)
- Das tätowierte Herz, regia di Ernst Josef Lauscher (1991)
- Schindler's List, regia di Steven Spielberg (1993)
- Lo sconosciuto, regia di Alexis També (1993)
- La primavera negli occhi, regia di Angela Buffone e Cristina Costantini (1994)
- Cari fottutissimi amici, regia di Mario Monicelli (1994)
- Corti stellari, episodio Doom, regia di Marco Pozzi (1997)
- La strategia della maschera, regia di Rocco Mortelliti (1998)
- La fame e la sete, regia di Antonio Albanese (1999)
- Buck e il braccialetto magico, regia di Tonino Ricci (1999)
- Hostage, regia di Fredrik Sundwall (1999)

### Televisione
- Hamburger Serenade, regia di Pupi Avati – programma TV (1986)
- Quando ancora non c'erano i Beatles, regia di Marcello Aliprandi – miniserie TV, 3 episodi (1988)
- La piovra 6 - L'ultimo segreto, regia di Luigi Perelli – miniserie TV, 6 episodi (1992)
- Occhi Verde Veleno, regia di Luigi Parisi – miniserie TV, 2 episodi (2001)